# العكرة
العكرة قرية سعودية تتبع محافظة الطوال الواقعة بمنطقة جازان جنوب غرب السعودية.